# تورپ (ویسکانسین)
تورپ، ویسکانسین  (به انگلیسی: Thorp) شهری در شهرستان کلارک ایالت ویسکانسین است که در سال ۱۹۴۸ بنیان‌گذاری شده‌است. این شهر طبق سرشماری سال ۲۰۱۰ میلادی ۱٬۶۲۱ نفر جمعیت داشته‌است.